# مارسيل فونلانتين
مارسيل فونلانتين هو لاعب كرة قدم سويسري في مركز الهجوم، ولد في 8 سبتمبر 1933 في لوزان في سويسرا. شارك مع منتخب سويسرا لكرة القدم. أما مع النوادي، فقد لعب مع نادي فرايبورغ ونادي لوزان.

## وصلات خارجية
- مارسيل فونلانتين على موقع قاعدة بيانات كرة القدم.إي يو (الإنجليزية)
- مارسيل فونلانتين على موقع ناشيونال فوتبول تيمز (الإنجليزية)